# Markus Palionis
Markus Palionis (* 12. Mai 1987 in Kaunas als Mindaugas Palionis) ist ein ehemaliger litauisch-deutscher Fußballspieler und jetziger -trainer.

## Kindheit
Markus Palionis wurde 1987 unter dem Namen Mindaugas Palionis in Kaunas geboren. Seine Mutter hat deutsche Vorfahren. Im Alter von acht Jahren wanderte er mit seinen Eltern nach Deutschland aus und wuchs im oberbayrischen Freilassing auf. In der Schule wurde sein Vorname oft falsch ausgesprochen, weshalb die Eltern sich entschieden, ihn in Markus umzubenennen.

## Karriere
In seiner Jugend spielte Palionis unter anderem in der Jugendmannschaft des FC Bayern München. Ab 2005 stand er bei Wacker Burghausen unter Vertrag, für den er ab 2006 in der Profimannschaft spielte. Ab August 2008 spielte er bei der SG Dynamo Dresden. Zur Saison 2010/11 wechselte er zum SC Paderborn. In der Hinrunde seines ersten Jahres kam er noch meist als Einwechselspieler zum Einsatz, in der Rückrunde stand er häufig in der Startaufstellung. In diesem Jahr wurde er zweimal vom Platz gestellt (einmal Gelb-Rot, einmal Rot). Wegen langwieriger Verletzungen am Sprunggelenk und Operationen verpasste er die Saison 2012/13. Im Sommer 2013 teilte ihm der SC Paderborn mit, dass man ohne ihn plane. Palionis spielte fortan in der Reservemannschaft. Im Juni 2014 endete sein Vertrag in Paderborn. Anfang Oktober 2014 wurde er vom Drittligisten SSV Jahn Regensburg unter Vertrag genommen, allerdings kämpfte der Verein in der Saison 2014/15 gegen den Abstieg. Mitten im Abstiegskampf verlängerte der zum Kapitän ernannte Verteidiger seinen Vertrag vorzeitig bis 2018. Der Fall in die Regionalliga konnte dennoch nicht verhindert werden. Doch der Jahn stieg mit Palionis als Kapitän direkt wieder auf: Nach der Meisterschaft in der Spielzeit 2015/16 setzten sich die Ostbayern in der Relegation gegen den VfL Wolfsburg II durch. Im Jahr darauf gelang dem SSV Jahn der Durchmarsch in die 2. Bundesliga, allerdings verletzte sich Palionis in der Saison schwer, sodass er nur sporadisch in der Saison und in den entscheidenden Relegationsspielen gegen 1860 München eingesetzt werden konnte.
2021 beendete Palionis seine Profikarriere beim Zweitliga-Team des SSV Jahn und wurde Co-Trainer unter Mersad Selimbegović. Er blieb aber aktiver Fußballer für die U21 der Regensburger.
Palionis war U-21-Nationalspieler Litauens und absolvierte 14 Länderspiele für die litauische A-Nationalmannschaft.

## Erfolge
- Aufstieg in die 3. Liga 2016 mit SSV Jahn Regensburg
- Aufstieg in die 2. Bundesliga 2017 mit dem SSV Jahn Regensburg